# 빈터에그역
빈터에그(Winteregg)는 스위스 베른고원 지역의 라우터브루넨 마을과뮈렌 마을을 연결하는 하이브리드 케이블카 및 철도 링크인 베르크반 라우터브루넨–뮈렌에 있는 기차역이다. 빈터에그는 라우터브루넨과 뮈렌 사이를 연결하는 기차가 지나가는 지점이다.
역에는 다음과 같은 여객 열차가 운행된다.
| 운행사                      | 열차 | 노선                                        | 횟수         | 비고 |
| --------------------------- | ---- | ------------------------------------------- | ------------ | ---- |
| 라우터브루넨-뮈렌 산악 철도 |      | 라우터브루넨 - 그뤼치알프 - 빈터에그 - 뮈렌 | 시간당 2~4편 |      |

빈터에그에는 레스토랑도 있으며, 겨울철에는 거품이 있는 4인승 체어리프트(2009년에 건설되었으며 2009-2010년 시즌에 처음 사용됨)가 스키어들을 산비탈로 데려간다.